# Dal segno
| Grafički znaci za Dal segno |  | Grafički znaci za Dal segno |
| Grafički znaci za Dal segno |  |                             |

Dal segno (skraćeno D.S.) je u glazbi, odnosno glazbenoj notaciji izraz na talijanskome jeziku koji se rabi kao uputa glazbeniku za ponavljanje određenog dijela kakve skladbe počevši od toga znaka. Znak se piše iznad notnoga crtovlja.
Skraćenica D.S. rabi se kao navigacijska oznaka za ponavljanje sviranja notnoga teksta — od znaka.

## Uporabe
Dal segno ili D.S. može biti praćen sljedećim izrazima:
1. (tal.) al fine (do kraja): D.S. al Fine (od znaka do kraja).
2. (tal.) al Coda (do kode): D.S. al Coda (od znaka do kode).
3. (tal.) da capo (od početka): D.C. al Segno (od početka do znaka).